# Jerzy Waldorff

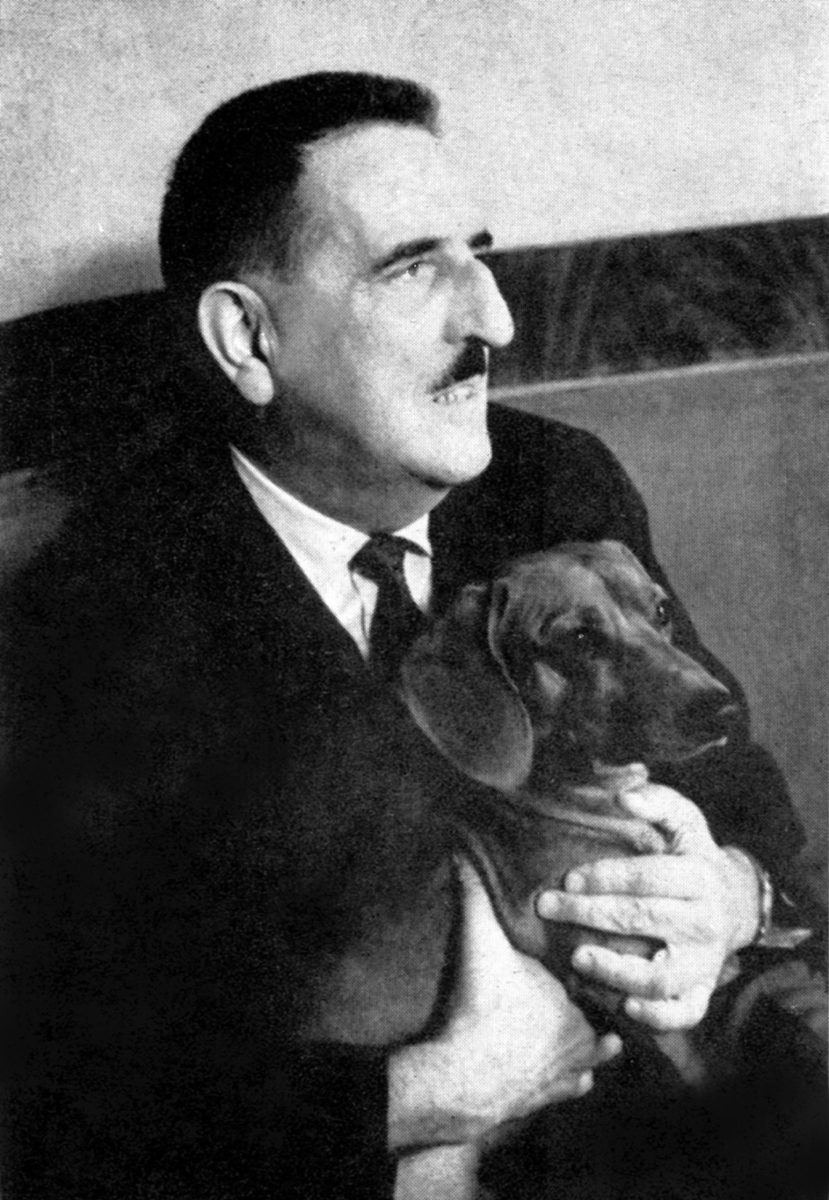
Jerzy Waldorff mit seinem Dackel „Puzon“

Jerzy Waldorff-Preyss (geboren 4. Mai 1910 in Warschau als Jerzy Preyss; gestorben 29. Dezember 1999 in Warschau) war ein polnischer Autor und Musikkritiker.

## Werke (Auswahl)
- Sztuka pod dyktaturą. Instytut Wydawniczy Biblioteka Polska, Warszawa 1939
- Sekrety Polihymnii, Warszawa
- mit H. Szwankowska, D. Jendryczko, B. Olszewska, Z. Czyńska: Cmentarz Powązkowski w Warszawie, Warszawa 1984
- Dwie armaty, Warszawa 1955
- Harfy leciały na północ, Warszawa 1968
- Ciach go smykiem!, Warszawa 1972
- Moje cienie, Warszawa 1979
- Wielka gra. Rzecz o Konkursach Chopinowskich, Warszawa 1980
- Jan Kiepura, Kraków 1988
- Fidrek, Warszawa 1989
- Taniec życia ze śmiercią, Warszawa 1978, 1984, 1993
- Słowo o Kisielu, Warszawa 1994
- Serce w płomieniach – słowo o Szymanowskim, Warszawa 1998